# Pliajó
Pliajó (del ruso: Пляхо́) es un seló del raión de Tuapsé del krai de Krasnodar, en el sur de Rusia. Está situado en las estribaciones meridionales del extremo oeste del Cáucaso Occidental, en el valle del pequeño arroyo Máloye Pliajó, junto a la orilla nororiental del mar Negro, 27 km al noroeste de Tuapsé y 86 km al sur de Krasnodar, la capital del krai. Tenía 1 198 habitantes en 2010. Entre los habitantes armenios locales es conocida como Monud.
Pertenece al municipio Novomijáilovskoye.

## Historia
La localidad fue fundada en 1864 por armenios hamshenis provenientes del Imperio otomano.

## Nacionalidades
De los 976 habitantes con los que contaba en 1989, 592 eran de etnia armenia y 356 eran de etnia rusa.

## Economía y transporte
En la localidad se hallan instalaciones del campamento estatal Orliónok.
Por la localidad pasa la carretera federal M27 Novorosíisk-Tuapsé.